# Freie Künstlerschaft Wiesbaden
Die Freie Künstlerschaft Wiesbaden (kurz: F.K.W.) wurde 1925 von Otto Ritschl gegründet.

## Geschichte
Der freien Künstlerschaft Wiesbaden gehörten Künstlerpersönlichkeiten der Landeshauptstadt an. Eine maschinenschriftliche Mitgliederliste vom 10. Oktober 1929, die erst kürzlich im Wiesbadener Stadtarchiv auftauchte, ist sehr aufschlussreich zur Rekonstruktion der Wiesbadener Kunstgeschichte am Anfang des 20. Jahrhunderts. Sie informiert über Künstlerfreundschaften und deren Beziehungen, von denen man bislang nur wenig wusste.
Bei der F.K.W. handelte es sich um eine sehr tolerante Künstlervereinigung, denn in ihr verbanden sich in der ehemals wilhelminischen Hochburg Wiesbaden Künstler, die die unterschiedlichsten Stilrichtungen praktizierten, Realismus, Expressionismus, Neue Sachlichkeit, Surrealismus oder die Abstrakte Malerei.
Ausdrücklich verweist diese Liste interessanterweise darauf, dass diese Vereinigung die Interessen der Architektur, der Bildhauerei, des Kunstgewerbes und der Malerei vertritt. Darüber hinaus nennt sie die Adressen der Künstler, die für künftige, weiterführende Forschungen zur Wiesbadener Stadtgeschichte dienlich sein werden.

## Mitgliederliste der F.K.W.
- Bierbrauer, Willy, Moritzstrasse N. 2 III, Bildhauer
- Buchholz, G.T., Kapellenstrasse, Maler
- Brugmann, Hedwig, Luisenstrasse N. 6 III, Kunstgewerblerin
- Christiansen, Hans[2]
- Eichelsheim, Hellmut, Moritzstrasse N. 41, Maler
- Fabry[3], Edmund, Ahornweg N. 1, Architekt
- Geck, Karl, Rauentalerstrasse N. 14, Glasmaler
- Hensler, Arnold[4] Hedwigstrasse Aukam, Bildhauer
- Hochhuth, Ilse, Kaiserfriedrichring N. 19, Malerin
- Jawlensky[5], Alexej von, Beethovenstrasse N. 9, Maler
- Jawlensky, André von,[6] Beethovenstrasse N. 9, Maler
- Joseph, Rudolf, Arndtstrasse N. 6 I, Architekt
- Köster, Walter, Oranienstrasse 49 III, Maler u. Grafiker
- Kümmel, Elisabeth[7] Rüdesheimerstrasse 22 I, Kunstgewerblerin
- Mertens, Ludwig von, Rheinstrasse 105 III, Bildhauer
- Minner, Ludwig, Wilhelmstrasse 18 II, Architekt
- Presber, Adolf, Wiesbaden-Biebrich, Frankfurterstr. 12 I, Maler
- Quedenfeld, Anna, Mosbacherstrasse 12, Malerin
- Ritschl, Otto, Rüdesheimerstrasse 23 I, Maler
- Schauerte[8], Franz, Wartestrasse 6a, Maler
- Severain, Gerhard, Taunusstraße 54 III, Architekt u. Maler
- Scheibe, Richard, Marktstr. 12 III, Maler u. Grafiker
- Schlüssel, Fritz[9], [Straßenname unleserlich, da handschriftlich eingefügt] 32 I, Maler
- Stiehl, Liselotte, Kaiserfriedrichring 51 I, Kunstgewerblerin
- Wagner, Hans, Westendstrasse N. 8 I, Maler
- Wolf-Malm, Ernst, Ahornweg N. 1, Maler
- Vogel, Julius, Finkenhofstraße 33 III, Frankfurt, Maler